# جان برو
جان برو (به انگلیسی: John Breaux) سناتور سابق عضو حزب دموکرات ایالات متحده آمریکا بود. وی در سال ۱۹۸۷ تا ۲۰۰۵ میلادی سناتور ایالت لوئیزیانا در سنای ایالات متحده آمریکا بود.